# Lord of the Isles
Der Titel Lord of the Isles (schottisch-gälisch: Triath nan Eilean oder Rìgh Innse Gall), heute ein schottischer Adelstitel, stammt aus einer Reihe gälisch-skandinavischer Fürsten der schottischen Westküste und Inseln im Mittelalter. Mit ihren Galeeren beherrschten sie die schottischen Seegebiete. Obwohl nominell zeitweise Vasallen des norwegischen Königs, zeitweise des schottischen Königs oder auch von beiden gleichzeitig, waren die Inselfürsten über Jahrhunderte hinweg tatsächlich unabhängig. Ihr Herrschaftsbereich umfasste die Hebriden, seit 1438 Skye und Ross, Knoydart, Ardnamurchan sowie die Halbinsel Kintyre. Auf dem Höhepunkt ihrer Macht waren sie die größten Landbesitzer und machtvollsten Fürsten auf den Britischen Inseln, mit Ausnahme der Könige von England und Schottland.

## Titelträger

### Erbliche Verleihungen
- Somerled († 1164)
- Ranald († zwischen 1192 und 1207)
- Donald († um 1247)
- Angus Mor († 1293)
- Alexander Macdonald († 1299)
- Angus Og († zwischen 1314 und 1318)
- John MacDonald, Lord of the Isles († 1387)
- Donald MacDonald, Lord of the Isles († 1423)
- Alexander MacDonald, 10. Earl of Ross († 1449)
- John MacDonald, 11. Earl of Ross († 1498)

### Nichterbliche Verleihungen
In der Folge des Verzichtes von John MacDonald im Jahr 1494 wurde der Titel des „Lord of the Isles“ durch Parlamentsbeschluss zum nachgeordneten, nicht-erblichen Titel der schottischen Thronfolger. Mit der Vereinigung der Königreiche England und Schottland wurde er dann zum nachgeordneten, nicht-erblichen Titel des jeweiligen britischen Thronfolgers. Diese Praxis wird bis heute fortgeführt. Derzeitiger Inhaber des Titels ist William, Prince of Wales.